# Spider-Man J
Spider-Man J (яп. スパイダーマンJ супайда:ман J) — манга, созданная Акирой Яманакой. Она выпускалась в мужском журнале Comic Bom Bom с 9 ноября 2004 года по 11 мая 2005 года. Манга никак не связана с Spider-Man: The Manga — произведением на ту же тематику, созданным Рёити Икэгами.

## Сюжет
Время действия — 21 век. Суперзлодей по имени Лорд Гокибу хочет украсть останки Короля Насекомых. В этом ему противостоит 15-летний подросток Какэру Амано, обладающий сверхъестественными способностями и скрывающийся под маской Человека-паука. Во время своих приключений Человеку-пауку предстоит столкнуться с японскими аналогами Электры, доктора Дума, Блэйда и Фантастической четвёрки.

## Персонажи
Какэру Амано (яп. 天野 翔 Амано Какэру) — 15-летний мальчик, обладающий паранормальными паучьими способностями. Он держит в секрете свою вторую сущность, опасаясь за безопасность своей семьи и друзей. Застенчивый и неуклюжий, с трудом заводит себе друзей. Единственный человек, знающий о тайне Какэру, — детектив Макото.
В английской версии его имя — Питер Паркер.
Макото Дзюдзё (яп. 十条 真 Дзю:дзё: Макото) — детектив, которым движет желание защищать людей. У него плохое чувство юмора, но доброе сердце, и он верит в справедливость.
В английской версии его имя — Детектив Флинн.
Мами Амано (яп. 天野 真美 Амано Мами) — молодая, беспечная тётя Какэру. Любит племянника как собственного сына и всегда заботится о нём. Владеет магазином одежды. Готовит карри.
В английской версии её имя — тётя Мэй.
Мэгуми (яп. めぐみ) — одноклассница Какэру и его девушка. Всегда проявляет заботу об окружающих, особенно о Какэру, которого очень сильно любит.
В английской версии её имя — Джейн-Мари.
Дэнсукэ (яп. デンスケ) — одноклассник и друг Какэру. Фанат Человека-паука и журнала Comic Bom Bom, носит футболку с надписью «Bom».
В английской версии его имя — Гарольд.
Лорд Гокибу (яп. ゴキブ・リーダー Гокибу ри:да:) — главный злодей в манге. О нём почти ничего не известно.
В английской версии известен как «Lord Beastius».

## Создание
Манга приобрела большое количество поклонников среди отаку, когда начала выпускаться за пределами Японии. Несмотря на это, отношение американских фанатов к произведению было неоднозначным, как положительным, так и отрицательным.

## Публикация
Манга была переведена на английский язык (английское название — «Spider-Man Family»). Изданием английской версии манги занималась компания Marvel Comics. Первый том имел название «Japanese Knights», второй — «Japanese Daze».